# Women's Murder Club
Women's Murder Club é uma série de televisão estadunidense de drama policial.
Participam na série, Tyrees Allen como Inspetor Warren Jacobi, Rob Estes como Tom Hogan (ex-marido de Lindsay) e Linda Park como Denise Kwon.
Depois de alguns anúncios contraditórios de que a série seria cancelada ou que poderia surgir uma 2ª temporada, a ABC anunciou definitivamente o seu cancelamento.

## Sinopse
Lindsay Boxer (Angie Harmon) detective de homicídios, Jill Bernhardt (Laura Harris) advogada do Ministério Público, Claire Washburn (Paula Newsome) médica legista e Cindy Thomas (Aubrey Dollar) jornalista. As quatro investigadoras juntam forças para desvendar os crimes na cidade de São Francisco.

## Recepção
Women's Murder Club teve recepção mista por parte da crítica especializada. Com base de 23 avaliações profissionais, alcançou uma pontuação de 51% no Metacritic.